# Poshtbina
Poshtbina (azerbajdzjanska: Poştbinə) är en ort i Azerbajdzjan.   Den ligger i distriktet Balakən Rayonu, i den nordvästra delen av landet, 300 km nordväst om huvudstaden Baku. Poshtbina ligger 278 meter över havet och antalet invånare är 1 246.
Terrängen runt Poshtbina är platt åt sydväst, men åt nordost är den bergig. Närmaste större samhälle är Talalar, 4,6 km sydost om Poshtbina. 
Omgivningarna runt Poshtbina är en mosaik av jordbruksmark och naturlig växtlighet. Runt Poshtbina är det ganska tätbefolkat, med 96 invånare per kvadratkilometer.